# Dennis Quaid
Dennis William Quaid (Houston, 9 de abril de 1954) é um ator norte-americano conhecido por uma grande variedade de papéis dramáticos e cômicos.
Ganhando atenção generalizada na década de 80, alguns de seus notáveis papéis incluem Breaking Away (1979), The Right Stuff (1983), Enemymime (1985), The Big Easy (1986), Innerspace (1987), Great Balls of Fire! (1989), The Parent Trap (1998), Frequency (2000), Traffic (2000), The Rookie (2002), The Day After Tomorrow (2004), Vantage Point (2008), Footloose (2011) e Soul Surfer (2011). Por seu papel em Longe do Paraíso (2002), ganhou o New York Film Critics Circle Award de Melhor Ator Coadjuvante, entre outros prêmios.

## Biografia
Dennis William Quaid nasceu em Houston, Texas, filho de Juanita B. "Nita" Quaid, agente imobiliária, e William Rudy Quaid, um eletricista. Quaid tem ascendência inglesa, irlandesa, escocesa-irlandesa e cajun (francesa). Ele frequentou a Escola Elementar Paul W. Horn em Bellaire e a Pershing Middle School em Houston. Ele estudou mandarim e dança na Bellaire High School, e depois na Universidade de Houston, sob o comando do professor de teatro Cecil Pickett, que já havia ensinado na Bellaire High e cuja filha é a atriz Cindy Pickett. Ele é cristão batista. Ele é irmão mais novo do ator Randy Quaid.

## Carreira
Quaid abandonou a Universidade de Houston antes de se formar e mudou-se para Hollywood para seguir uma carreira de ator. Inicialmente, ele teve dificuldade em encontrar trabalho, mas começou a ser notado quando apareceu no filme Breaking Away (1979) e ganhou boas críticas por seu papel como o astronauta Gordon Cooper em The Right Stuff (1983).
No decorrer da década de 1980, Quaid teve papéis principais nos filmes Jaws 3-D (1983), Enemy Mine (1985), Innerspace (1987) e The Big Easy (1987). Ele também alcançou elogios por sua interpretação de Jerry Lee Lewis em Great Balls of Fire! (1989). Em 1989, ele também apareceu no videoclipe de Bonnie Raitt para a música "Thing Called Love".
Quaid enfrentou problemas pessoas no início dos anos 90, onde lutou contra uma anorexia nervosa, quando perdeu 40 quilos para interpretar o doutor Holl Holliday em Wyatt Earp e se recuperou de um vício em cocaína. Em 1996, estrelou o filme de aventura de Coração de Dragão, o remake de The Parent Trap (1998) da Disney, interpretando o papel do pai das gêmeas, e como um quarterback de futebol profissional em Um Domingo Qualquer (1999), de Oliver Stone. Em 1998, fez sua estreia como diretor com Everything That Rises, um filme de televisão em que ele também estrelou.
Alguns filmes de sucesso que Quaid estrelou durante os anos 2000, incluem Frequency (2000), The Rookie (2002), Cold Creek Manor (2003), Flight of the Phoenix (2004), O Dia Depois de Amanhã (2004), Yours, Mine and Ours (2005) (2005), Vantage Point (2008), G.I. Joe: The Rise of Cobra (2009) e Pandorum (2009). Ele interpretou o ex-presidente dos Estados Unidos, Bill Clinton, no filme The Special Relationship de 2010. Entre 2012 e 2013, Quaid interpretou o xerife Ralph Lamb no seriado da CBS, Vegas.
Em 2017, estrelou o drama Quatro Vidas de Um Cachorro como Ethan Montgomery. Em 2018, estrelou o filme I Can Only Imagine, onde interpretou Arthur Millard. Em março de 2018, foi confirmado pelo diretor Sean McNamara que Quaid retrataria o ex-presidente Ronald Reagan em um filme biográfico intitulado Reagan.

## Vida pessoal
O ator foi casado casado três vezes e tem três filhos. Sua primeira esposa foi a atriz P.J. Soles. Ficaram juntos de 1978 a 1983. Em 1991 Quaid se casou com a atriz Meg Ryan, formando um dos casais mais populares de Hollywood naquela época. Eles tiveram um filho, Jack Quaid, nascido em 24 de abril de 1992. Anunciaram sua separação em 2000 e o divórcio foi finalizado em 16 de julho de 2001. Também foi casado com Kimberly Buffington, com quem teve um casal de gêmeos: Thomas Boone e Zoe Grace.
Além de atuar, Quaid é músico e toca com sua banda, os Sharks. Ele escreveu e tocou a música Closer to You no filme The Big Easy (1987). Quaid também tem licença de piloto e possuía uma Cessna Citation. O ator é torcedor do time de Baseball Houston Astros.
Quanto ao seu posicionamento político, Quaid revelou ao The New York Post que votou em candidatos de ambos os principais partidos políticos dos Estados Unidos, e expressou sua independência de quaisquer partidos políticos ou ideologias e está aberto a outros pontos de vista.

## Filmografia

### Filmes
| Ano  | Filme                                    | Título no Brasil                         | Personagem                          | Nota         |
| ---- | ---------------------------------------- | ---------------------------------------- | ----------------------------------- | ------------ |
| 1975 | Crazy Mama                               | Loucura da Mamãe                         | Bellhop                             |              |
| 1977 | I Never Promised You a Rose Garden       | Nunca te Prometi um Jardim de Rosas      | Shark, Jogador de Baseball          |              |
| 1977 | September 30, 1955                       |                                          | Frank                               |              |
| 1978 | Our Winning Season                       |                                          | Paul Morelli                        |              |
| 1978 | The Seniors                              | Seniors - Deu a louca no Campus          | Alan                                |              |
| 1979 | Breaking Away                            | O Vencedor                               | Mike                                |              |
| 1980 | The Long Riders                          | Cavalgada dos Proscritos                 | Ed Miller                           |              |
| 1980 | Gorp                                     | Gorp - Zorra Total                       | Mad Grossman                        |              |
| 1981 | All Night Long                           | Tudo em Família                          | Freddie Dupler                      |              |
| 1981 | Caveman                                  | O Homem das Cavernas                     | Lar                                 |              |
| 1981 | The Night the Lights Went Out in Georgia |                                          | Travis Child                        |              |
| 1981 | Stripes                                  | Recrutas da Pesada                       | Rapaz na Cerimônia de Graduação     |              |
| 1983 | Tough Enough                             | Sede de Triunfo                          | Art Long                            |              |
| 1983 | Jaws 3-D                                 | Tubarão 3                                | Michael 'Mike' Brody                |              |
| 1983 | The Right Stuff                          | Os Eleitos                               | Gordon Cooper                       |              |
| 1984 | Dreamscape                               | Morte nos Sonhos                         | Alex Gardner                        |              |
| 1985 | Enemy Mine                               | Inimigo Meu                              | Willis Davidge                      |              |
| 1987 | The Big Easy                             | Acerto de Contas                         | Det. Lt. Remy McSwain               |              |
| 1987 | Innerspace                               | Viagem Insólita                          | Lt. Tuck Pendleton                  |              |
| 1987 | Suspect                                  | Sob Suspeita                             | Eddie Sanger                        |              |
| 1988 | D.O.A.                                   | Morto ao Chegar                          | Dexter Cornell                      |              |
| 1988 | Everybody's All-American                 | Quando me Apaixono                       | Gavin Grey                          |              |
| 1989 | Great Balls of Fire!                     | A Fera do Rock                           | Jerry Lee Lewis                     |              |
| 1990 | Come See the Paradise                    | Bem-vindos ao Paraíso                    | Jack McGurn                         |              |
| 1990 | Postcards from the Edge                  | Lembranças de Hollywood                  | Jack Faulkner                       |              |
| 1993 | Wilder Napalm                            | O Fogo da Paixão                         | Wallace Foudroyant/Biff the Clown   |              |
| 1993 | Undercover Blues                         | Dois Espiões e um Bebê                   | Jefferson 'Jeff' Blue               |              |
| 1993 | Flesh and Bone                           | A Força de um Passado                    | Arlis Sweeney                       |              |
| 1994 | A Century of Cinema                      | Um Século de Cinema                      | Ele Mesmo                           | Documentário |
| 1994 | Wyatt Earp                               | Wyatt Earp                               | Doutor Holliday                     |              |
| 1995 | Something to Talk About                  | O Poder do Amor                          | Eddie Bichon                        |              |
| 1996 | Dragonheart                              | Coração de Dragão                        | Bowen                               |              |
| 1997 | Gang Related                             | As Duas Faces da Lei                     | Joe Doe/William                     |              |
| 1997 | Switchback                               | Um Assassino à Solta                     | Frank LaCrosse                      |              |
| 1998 | The Parent Trap                          | Operação Cupido                          | Nicholas "Nick" Parker              |              |
| 1998 | Savior                                   | Savior - A última Guerra                 | Joshua Rose/Guy                     |              |
| 1998 | Playing by Heart                         | Corações Apaixonados                     | Hugh                                |              |
| 1999 | Any Given Sunday                         | Um Domingo Qualquer                      | Jack 'Cap' Rooney                   |              |
| 2000 | Frequency                                | Alta Frequência                          | Frank Sullivan                      |              |
| 2000 | Traffic                                  | Traffic: Ninguém Sai Limpo               | Arnie Metzger                       |              |
| 2002 | The Rookie                               | Desafio do Destino                       | Jim Morris                          |              |
| 2002 | Far from Heaven                          | Longe do Paraíso                         | Frank Whitaker                      |              |
| 2003 | Cold Creek Manor                         | Garganta do Diabo                        | Cooper Tilson                       |              |
| 2004 | The Alamo                                | O Álamo                                  | Sam Houston                         |              |
| 2004 | The Day After Tomorrow                   | O Dia Depois de Amanhã                   | Jack Hall                           |              |
| 2004 | In Good Company                          | Em Boa Companhia                         | Dan Foreman                         |              |
| 2004 | Flight of the Phoenix                    | O Voo da Fênix                           | Frank Towns                         |              |
| 2005 | Yours, Mine and Ours                     | Os Seus, os Meus e os Nossos             | Rear Admiral Frank Beardsley, USCG  |              |
| 2006 | American Dreamz                          | Tudo pela Fama                           | Presidente Joseph Staton            |              |
| 2007 | Battle for Terra                         | Batalha por T.E.R.A.                     | Roven                               | Dublagem     |
| 2008 | Vantage Point                            | Ponto de Vista                           | Thomas Barnes                       |              |
| 2008 | Smart People                             | Vivendo e Aprendendo                     | Lawrence Wetherhold                 |              |
| 2008 | The Express: The Ernie Davis Story       | No Limite - A História de Ernie Davis    | Ben Schwartzwalder                  |              |
| 2009 | Horsemen                                 | Os Cavaleiros do Apocalipse              | Aidan Breslin                       |              |
| 2009 | G.I. Joe: The Rise of Cobra              | G.I. Joe: A Origem de Cobra              | General Clayton M. Abernathy / Hawk |              |
| 2009 | Pandorum                                 | Pandorum                                 | Payton                              |              |
| 2010 | Legion                                   | Legião                                   | Bob Hanson                          |              |
| 2011 | Soul Surfer                              | Soul Surfer - Coragem de Viver           | Tom Hamilton                        |              |
| 2011 | Footloose                                | Footloose, Ritmo Quente                  | Rev. Shaw Moore                     |              |
| 2012 | Beneath the Darkness                     | Além da Escuridão                        | Vaughn Ely                          |              |
| 2012 | What to Expect When You're Expecting     | O Que Esperar Quando Você Está Esperando | Ramsey                              |              |
| 2012 | The Words                                | As Palavras                              | Clay Hammond                        |              |
| 2012 | Playing for Keeps                        | Um Bom Partido                           | Carl King                           |              |
| 2012 | At Any Price                             | A Qualquer Preço                         | Henry Whipple                       |              |
| 2013 | Movie 43                                 | Para Maiores                             | Charlie Wessler                     |              |
| 2015 | Truth                                    | Conspiração e Poder                      | Colonel Roger Charles               |              |
| 2017 | A Dog's Purpose                          | Quatro Vidas de um Cachorro              | Adult Ethan Montgomery              |              |
| 2018 | I Can Only Imagine                       | Eu só Posso Imaginar                     | Arthur Millard                      |              |
| 2018 | Kin                                      |                                          | Hal Solinski                        |              |
| 2018 | The Pretenders                           |                                          | Joe                                 |              |
| 2019 | The Intruder                             |                                          | Charlie Peck                        |              |
| 2019 | A Dog's Journey                          | Juntos Para Sempre                       | Ethan Montgomery                    |              |
| 2019 | Midway                                   |                                          |                                     |              |
| 2021 | Born a Champion                          | Nascido para Vencer                      | Mason                               |              |
| 2021 | Blue Miracle                             | Milagre Azul                             | Wade                                |              |
| 2021 | American Underdog                        |                                          | Dick Vermeil                        |              |
| 2022 | The Tiger Rising                         |                                          | Beauchamp                           |              |
| 2022 | Strange World                            | Mundo Estranho                           | Jaeger Clade                        | Dublagem     |
| 2022 | Reagan                                   |                                          | Presidente Ronald Reagan            |              |
| 2023 | On a Wing and a Prayer                   |                                          | Doug White                          |              |
| 2024 | The Substance                            |                                          | Harvey                              |              |

### Televisão
| Ano       | Programa                                         | Personagem          | Notas                                   |
| --------- | ------------------------------------------------ | ------------------- | --------------------------------------- |
| 1977      | Baretta                                          | Scott Martin        | Episódio: "The Sky Is Falling"          |
| 1978      | Are You in the House Alone?                      | Phil Lawver         | Telefilme                               |
| 1979      | Amateur Night at the Dixie Bar and Grill         | Roy                 | Telefilme                               |
| 1981      | Bill                                             | Barry Morrow        | Telefilme                               |
| 1982      | Johnny Belinda                                   | Kyle Hager          | Telefilme                               |
| 1983      | Bill: On His Own                                 | Barry Morrow        | Telefilme                               |
| 1998      | Everything that Rises                            | Jim Clay            | Telefilme; também foi diretor           |
| 2001      | Dinner with Friends                              | Gabe                | Telefilme                               |
| 2009      | Bob Esponja                                      | Vovô Barba Vermelha | Voz; Episódio: "Grandpappy the Pirate"  |
| 2010      | The Special Relationship                         | Bill Clinton        | Telefilme                               |
| 2010      | Chasing Zero: Winning the War on Healthcare Harm | Ele mesmo           | Narração/Documentário                   |
| 2012-2013 | Vegas                                            | Sheriff Ralph Lamb  | 21 episódios; também Produtor executivo |
| 2015      | Inside Amy Schumer                               | Chefe / Juiz        | 2 episódios                             |
| 2015      | Drunk History                                    | Lucky Luciano       | Episódio: "Las Vegas"                   |
| 2015      | The Art of More                                  | Samuel Brukner      | 20 episódios                            |
| 2017      | Workaholics                                      | Ted Murphy          | Episódio: "Weed the People"             |
| 2017      | Fortitude                                        | Michael Lennox      | 10 episódios                            |
| 2019      | Merry Happy Whatever                             | Don Quinn           |                                         |

## Premiações
- Recebeu uma indicação ao Globo de Ouro de melhor ator coadjuvante, por Longe do Paraíso (2002).
- Recebeu o Independent Spirit Awards de melhor ator, por Acerto de Contas (1987).
- Recebeu o Independent Spirit Awards de melhor ator coadjuvante, por Longe do Paraíso (2002).
- Recebeu o prêmio de melhor ator no Festival de Valladolid, por Acerto de Contas (1987).
- Recebeu indicação ao Oscar por Great Balls of Fire! (1989)